# Porkkala
Porkkala (en sueco: Porkala udd) es una península situada en el golfo de Finlandia. Administrativamente forma parte del municipio finlandés de Kirkkonummi.

## Geografía
La península está situada en el sur de Finlandia, a unos treinta kilómetros de Helsinki y a las puertas del golfo de Finlandia.
En la primera mitad del siglo XX tuvo un gran valor estratégico, ya que la artillería costera situada en ella podía cubrir más de la mitad del golfo de Finlandia. Por lo tanto, controlando tanto Porkkala como la costa estonia más cercana (a sólo 36 kilómetros de distancia), sería posible bloquear el acceso al golfo y, en particular, las conexiones entre San Petersburgo y el mar Báltico.

## Historia
Al final de la Segunda Guerra Mundial, la Unión Soviética se aseguró el derecho a mantener una base naval en Porkkala según lo establecido en el armisticio de Moscú que en 1944 puso fin a la Guerra de Continuación. Según las cláusulas del armisticio, reiteradas en el tratado de París de 1947, la zona se cedería a los soviéticos durante 50 años, pero el 19 de septiembre de 1955, exactamente once años después del armisticio, se firmó un acuerdo bilateral que la puso bajo control finlandés a partir del 26 de enero de 1956. Esto fue posible por varias razones, como la obsolescencia de la artillería costera, la neutralidad de Finlandia que no se había unido a la OTAN y los cambios que experimentaba la Unión Soviética bajo Nikita Jruschov en la llamada desestalinización.

### Control soviético
En el período soviético no se estableció ninguna administración civil del territorio, que fue confiada al control del Comando Militar de Porkkala. Durante este período, los trenes de pasajeros finlandeses de la línea Helsinki-Turku fueron autorizados a transitar por la zona, pero sus ventanas estaban bloqueadas y protegidas, lo que impedía la toma de fotografías.